# Hidden Stash II: The Kream of the Krop
Hidden Stash II: The Kream of the Krop — третій студійний альбом американського реп-рок гурту Kottonmouth Kings, виданий 9 жовтня 2001 р. На платівці колектив уперше вирішив додати елементи панк-року («Dying Daze», «Bi-Polar», «On the Run»). Цей напрям гурт ще більше розвинув на наступній студійній роботі Rollin' Stoned. У тиждень 27 жовтня 2001 реліз посів 100-ту сходинку Billboard 200. Виконавчий продюсер: Daddy X.
Попри назву, альбом на відміну від Hidden Stash не є колекцією бі-сайдів, раритетів, реміксів. Єдиний раніше випущений трек: «My Mind's Playin' Tricks on Me», кавер-версія Geto Boys, записана для компіляції Take a Bite Outta Rhyme: A Rock Tribute to Rap. Радіо-версія «On the Run» присутня на пробних фізичних копіях альбому.
15 вересня 2009 Hidden Stash II перевидали на DVD Kottonmouth Kings: Dopeumentary як Double Dose V3, третій і останній із серії «Double Dose».

## Список пісень
| №  | Назва                            | Запрошені гості | Тривалість |
| -- | -------------------------------- | --------------- | ---------- |
| 1  | «Intro»                          |                 | 1:46       |
| 2  | «Killa Kali»                     | The Judge       | 4:19       |
| 3  | «Welcome to the Suburbs»         |                 | 3:41       |
| 4  | «Tell Me Why»                    |                 | 4:14       |
| 5  | «Dying Daze»                     |                 | 3:32       |
| 6  | «Life Rolls On»                  |                 | 3:57       |
| 7  | «Paid Vacation»                  |                 | 4:04       |
| 8  | «Things I Do»                    |                 | 3:42       |
| 9  | «Bi-Polar»                       |                 | 3:04       |
| 10 | «New Destination»                |                 | 6:10       |
| 11 | «Brain on Drugs» (Interlude)     |                 | 1:05       |
| 12 | «All About the Weed»             |                 | 4:21       |
| 13 | «Family Trees»                   |                 | 4:16       |
| 14 | «On the Run»                     | Dog Boy         | 4:17       |
| 15 | «My Mind's Playin' Tricks on Me» |                 | 5:20       |
| 16 | «Grow Room Jam»                  |                 | 8:23       |

## Учасники
- D-Loc, Джонні Ріхтер, Daddy X — вокал
- DJ Bobby B — тернтейбліст, вокал
- Pakelika — гайпмен
- Лу Доґ — барабани
- Дуґ Керріон — гітара